# 5317 Verolacqua
5317 Verolacqua este un asteroid din centura principală de asteroizi.

## Descriere
5317 Verolacqua este un asteroid din centura principală de asteroizi. A fost descoperit pe 11 februarie 1983 la Observatorul Palomar de Carolyn S. Shoemaker. Asteroidul prezintă o orbită caracterizată de o semiaxă mare de 2,65 ua, o excentricitate de 0,11 și o înclinație de 14,0° în raport cu ecliptica.